# Friedrich Havenstein
Friedrich Havenstein (* 18. September 1833 in Alt Falkenberg, Kreis Pyritz; † 22. November 1879 in Barmen) war ein deutscher Politiker.
Havenstein war vom 22. März 1876 bis zu seinem Tod am 22. November 1879 Erster Beigeordneter der Stadt Barmen. Nachdem Wilhelm August Bredt während dieser Zeit in den Ruhestand ging und noch kein Nachfolger bereitstand, übernahm Havenstein für zwei Wochen, vom 1. Oktober bis zum 15. Oktober 1879 das Amt des Oberbürgermeisters. Am 15. Oktober wurde schließlich Friedrich Wilhelm Wegner ins Amt eingeführt. Nach Havensteins Tod übernahm zunächst bis zum 13. Juli 1880 das Amt des Ersten Beigeordneten, bis dieser dann von Gustav Brodzina ersetzt wurde.